# Firenze (tỉnh)
The Tỉnh Firenze (tiếng Ý: Provincia di Firenze) là một tỉnh cũ ở vùng Tuscany của Ý. Tỉnh này có diện tích 3.514 km2 và dân số 933.860 người (2001). Tỉnh được chia thành 44 đô thị. Từ ngày 1 tháng 1 năm 2015, tỉnh bị bãi bỏ và được thay thế bằng thành phố trung tâm Firenze.
Phần lớn tỉnh nằm ở khu vực đồng bằng sông Arno và có các khu vực dân cư trải dài quanh thành phố Firenze. Phía đông bắc là dãy núi Apennine.
Thành phố Firenze vừa là thủ phủ tỉnh, vừa là thủ phủ vùng Tuscany. Các địa điểm thắng cảnh trong tỉnh này có Barberino Val d'Elsa, Fiesole, Greve in Chianti và Tavarnelle Val di Pesa.